# Leatherface
Leatherface is het pseudoniem van een fictieve seriemoordenaar die voor het eerst te zien was in The Texas Chain Saw Massacre uit 1974. Zijn geestelijk vader is de regisseur en medeschrijver hiervan, Tobe Hooper. Hij dankt zijn bijnaam aan zijn gebruik om de gezichten van zijn slachtoffers af te snijden en deze als masker te gebruiken, om zijn eigen mismaakte gelaat te verbergen. Zijn meest kenmerkende wapen is een kettingzaag, maar hij gebruikt ook voorhamers, messen en vleeshaken. Leatherface vertoont geen kenmerken van sadisme, maar lijkt puur uit praktische overwegingen en op bevel van zijn familie, zij het zonder genade, te moorden. Het personage werd losjes gebaseerd op Ed Gein, die eveneens menselijke huid als 'textiel' gebruikte.

## Originele serie
In de originele serie heeft Leatherface verschillende namen. Zijn echte naam zou Bubba Sawyer zijn, zo blijkt uit de tweede film, The Texas Chainsaw Massacre 2 (1986). In dit deel wordt hij zo genoemd door zijn broers Drayton en Chop Top, hoewel deze laatste hem ook als Leatherface aanspreekt. In de derde film, Leatherface: The Texas Chainsaw Massacre III is hij opgenomen in een compleet nieuw gezin en hier wordt hij Junior genoemd.
In de eerste film wordt Leatherface vertolkt door acteur Gunnar Hansen en wordt hij neergezet als een bange, onzekere man, die lijdt aan genderdysforie en enkel commando's van zijn oudere broer Drayton opvolgt. In de tweede film werd Leatherface gespeeld door Bill Johnson en kreeg het personage iets meer menselijkheid. Zo werd hij verliefd op een van zijn slachtoffers. Een stuk feller en kwaadaardiger werd het karakter in de derde film, waarin hij werd gespeeld door R.A. Mihailoff. Leatherface is in dit deel tevens een stuk minder bang voor de overige familieleden. In de vierde film van de serie werd Leatherface vertolkt door Robert Jacks. Hierin is Leatherface compleet vrouwelijk geworden, schreeuwt hij voornamelijk en is hij weer bang voor zijn familieleden.

## Nieuwe serie
In The Texas Chainsaw Massacre (2003), de remake van de originele film, en diens prequel The Texas Chainsaw Massacre: The Beginning is Leatherface een deel van de familie Hewitt en zijn echte naam is hier Thomas Brown Hewitt. In deze versie is Leatherface als mismaakte baby in een vuilnisbak bij de slachterij gedumpt, waar hij werd gevonden door Luda May Hewitt. Zo groeide hij op als deel van die familie, die hem voornamelijk aanspreekt met Thomas of Thommy. In zowel de remake als diens prequel wordt Leatherface vertolkt door acteur Andrew Bryniarski. Hij was hiermee de eerste acteur die het personage vaker dan één keer in een film gestalte gaf.
Ook in deze nieuwe versie is Leatherface niet in staat te communiceren in een begrijpelijke taal en is hij waarschijnlijk geestelijk gehandicapt. Het belangrijkste verschil tussen de originele versie en de nieuwe serie is dat Leatherface in de nieuwe serie een masker draagt om zijn mismaakte huid (vanwege een ernstige huidaandoening) te verbergen. In de nieuwe versie heeft Leatherface in het huis van de Hewitts een eigen 'werkruimte', waar hij menselijke slachtoffers tot maaltijden, maskers en verzamelobjecten verwerkt.

## Verschijningen
- The Texas Chain Saw Massacre (1974)
- The Texas Chainsaw Massacre Part 2 (1986)
- Leatherface: The Texas Chainsaw Massacre III (1990)
- The Return of the Texas Chainsaw Massacre (1994, aka Texas Chainsaw Massacre: The Next Generation)
- The Texas Chainsaw Massacre (2003)
- The Texas Chainsaw Massacre: The Beginning (2006)
- Texas Chainsaw 3D (2013)
- Leatherface (2017)
- Texas Chainsaw Massacre (2022)